# Temnothorax himachalensis
Temnothorax himachalensis (лат.) — вид мелких муравьев из рода Temnothorax подсемейства Myrmicinae. Эндемик Индии.

## Распространение
Индомалайская зона. Найден в Индии (Химачал-Прадеш) на высотах от 2190 до 2800 м.

## Описание
Небольшие муравьи, размер рабочих варьирует в пределах 2,35—2,79 мм, самок — 3,82 мм. Длина головы рабочих составляет 0,62—0,69 мм. Усики 12-члениковые. Голова от светло-желтой до темно-желтой, с коричневатым оттенком, который варьируется у разных экземпляров или образцов гнезд; мезосома от светлого до темно-желтого; брюшко от светло-желтого до темно-желтого, чаще всего с коричневатым пятном сверху посередине; волоски желтовато-белые.
Temnothorax himachalensis хорошо отличается от всех известных гималайских видов Temnothorax своей бледной окраской, угловатым петиолем, гладкой скульптурой и наличием метанотальной бороздки. Он больше всего похож на Temnothorax pallidus, который также имеет жёлтую окраску, но его можно легко отличить от него по наличию метанотальной борозды, более длинных проподеальных шипов, длина которых составляет 1/2 расстояния между их кончиками и угловатым черешком, который не является прямолинейный при взгляде сверху. В случае T. pallidus задняя часть мезосомы без швов, проподеальные шипы имеют длину, равную 1/3 расстояния между их кончиками и петиолем, прямолинейны при взгляде сверху. 
Впервые был описан в 2012 году индийскими мирмекологами H. Bharti и I.Gul (Punjabi University, Индия), а также немецким энтомологом A.Schulz (Дормаген, Германия) по материалу из Индии.

## Этимология
Вид назван по месту обнаружения (Himachal).